# Olympiakos Syndesmos Filathlōn Peiraiōs 2023-2024 (pallacanestro maschile)
Questa voce raccoglie le informazioni riguardanti l'Olympiakos B.C. nelle competizioni ufficiali della stagione 2023-2024.

## Stagione
La stagione 2023-2024 dell'Olympiakos è la 68ª nel massimo campionato greco di pallacanestro, la Basket League.
Il 21 dicembre Naz Mitrou-Long prende il passaporto greco, non occupando così più un posto come giocatore straniero per la Basket League.

## Roster
Aggiornato al 27 luglio 2023.
| Olympiakos 2023-24 | Olympiakos 2023-24 |
| Giocatori          | Staff tecnico      |
| ------------------ | ------------------ |

| N. | Naz.                                            | Ruolo | Nome                    | Anno | Alt.   | Peso   |  |
| -- | ----------------------------------------------- | ----- | ----------------------- | ---- | ------ | ------ |  |
| 0  | Stati Uniti (bandiera) · Grecia (bandiera)      | G     | Thomas Walkup           | 1992 | 195 cm | 90 kg  |  |
| 1  | Stati Uniti (bandiera)                          | P     | Nigel Williams-Goss     | 1994 | 192 cm | 86 kg  |  |
| 2  | Stati Uniti (bandiera)                          | AG    | Moses Wright            | 1998 | 203 cm | 103 kg |  |
| 3  | Stati Uniti (bandiera)                          | P     | Isaiah Canaan           | 1991 | 183 cm | 91 kg  |  |
| 4  | Grecia (bandiera)                               | PG    | Michalīs Lountzīs       | 1998 | 198 cm | 92 kg  |  |
| 5  | Grecia (bandiera)                               | G     | Giannoulīs Larentzakīs  | 1993 | 196 cm | 91 kg  |  |
| 6  | Grecia (bandiera)                               | AC    | Anastasios Rozakeas     | 2006 | 200 cm |        |  |
| 8  | Canada (bandiera) · Grecia (bandiera)           | PG    | Naz Mitrou-Long         | 1993 | 193 cm | 94 kg  |  |
| 9  | Stati Uniti (bandiera) · Grecia (bandiera)      | GA    | George Papas            | 1998 | 196 cm | 79 kg  |  |
| 10 | Francia (bandiera)                              | C     | Moustapha Fall          | 1992 | 218 cm | 122 kg |  |
| 16 | Grecia (bandiera)                               | AP    | Kōstas Papanikolaou (C) | 1990 | 204 cm | 104 kg |  |
| 17 | Lituania (bandiera)                             | AP    | Iggy Brazdeikis         | 1999 | 200 cm | 100 kg |  |
| 19 | Grecia (bandiera)                               | AC    | Panagiōtīs Tsamīs       | 2002 | 205 cm | 95 kg  |  |
| 25 | Stati Uniti (bandiera)                          | AG    | Alec Peters             | 1995 | 206 cm | 107 kg |  |
| 30 | Serbia (bandiera)                               | C     | Filip Petrušev          | 2000 | 211 cm | 106 kg |  |
| 33 | Serbia (bandiera)                               | C     | Nikola Milutinov        | 1994 | 213 cm | 114 kg |  |
| 43 | Stati Uniti (bandiera)                          | AG    | Luke Sikma              | 1989 | 203 cm | 107 kg |  |
| 50 | Grecia (bandiera)                               | C     | Geōrgios Tanoulīs       | 2002 | 210 cm | 105 kg |  |
| 77 | Stati Uniti (bandiera) · Azerbaigian (bandiera) | AP    | Shaquielle McKissic     | 1990 | 196 cm | 91 kg  |  |
| 81 | Grecia (bandiera)                               | AP    | Veniamin Abosi          | 2006 | 195 cm |        |  |

| Allenatore |
| - Giōrgos Mpartzōkas |
| Assistente/i |
| - Michalīs Kalavros - Giōrgos Mpozikas - Chrīstos Pappas - Stefanos Triantafyllos Legenda - (C) Capitano - (IN) Inattivo - Infortunato Roster |

## Mercato

### Sessione estiva
| Acquisti | Acquisti              | Acquisti        | Acquisti               | Acquisti |
| R.       | Nome                  | da              | Modalità               |          |
| -------- | --------------------- | --------------- | ---------------------- | -------- |
| P        | Iōsīf Koloveros       | Lavrio          | fine prestito          |          |
| P        | Alexandros Nikolaidīs | Lavrio          | fine prestito          |          |
| P        | Nigel Williams-Goss   | Real Madrid     | svincolato             |          |
| AP       | Iggy Brazdeikis       | Žalgiris Kaunas | definitivo (700.000 €) |          |
| AG       | Luke Sikma            | Alba Berlino    | svincolato             |          |
| C        | Nikola Milutinov      | CSKA Mosca      | svincolato             |          |
| C        | Geōrgios Tanoulīs     | Promitheas      | svincolato             |          |

| Cessioni | Cessioni              | Cessioni         | Cessioni       | Cessioni |
| R.       | Nome                  | a                | Modalità       |          |
| -------- | --------------------- | ---------------- | -------------- | -------- |
| P        | Iōsīf Koloveros       | Kolossos Rodi    | prestito       |          |
| P        | Alexandros Nikolaidīs | Maroussi         | fine contratto |          |
| P        | Kōstas Sloukas        | Panathīnaïkos    | fine contratto |          |
| AG       | Aleksandăr Vezenkov   | Sacramento Kings | fine contratto |          |
| AC       | Joel Bolomboy         | Stella Rossa     | fine contratto |          |
| C        | Tarik Black           | Free agent       | fine contratto |          |

### Dopo l'inizio della stagione
| Acquisti | Acquisti        | Acquisti             | Acquisti         | Acquisti   |
| R.       | Nome            | da                   | Data             | Modalità   |
| -------- | --------------- | -------------------- | ---------------- | ---------- |
| PG       | Naz Mitrou-Long | Žalgiris Kaunas      | 21 novembre 2023 | svincolato |
| C        | Filip Petrušev  | Sacramento Kings     | 28 novembre 2023 | svincolato |
| AG       | Moses Wright    | Merkezefendi Denizli | 26 gennaio 2024  | svincolato |

| Cessioni | Cessioni          | Cessioni   | Cessioni        | Cessioni    |
| R.       | Nome              | a          | Data            | Modalità    |
| -------- | ----------------- | ---------- | --------------- | ----------- |
| AC       | Panagiōtīs Tsamīs | Lavrio     | 8 dicembre 2023 | rescissione |
| GA       | George Papas      | Promitheas | 17 gennaio 2024 | rescissione |